# ديفيتسا (مقاطعة فورونيج)
ديفيتسا (بالروسية: Девица) هي مدينة في مقاطعة فورونيج أوبلاست في روسيا.
يبلغ عدد سكانها حوالي 4278 نسمة.